# Love’s Messenger

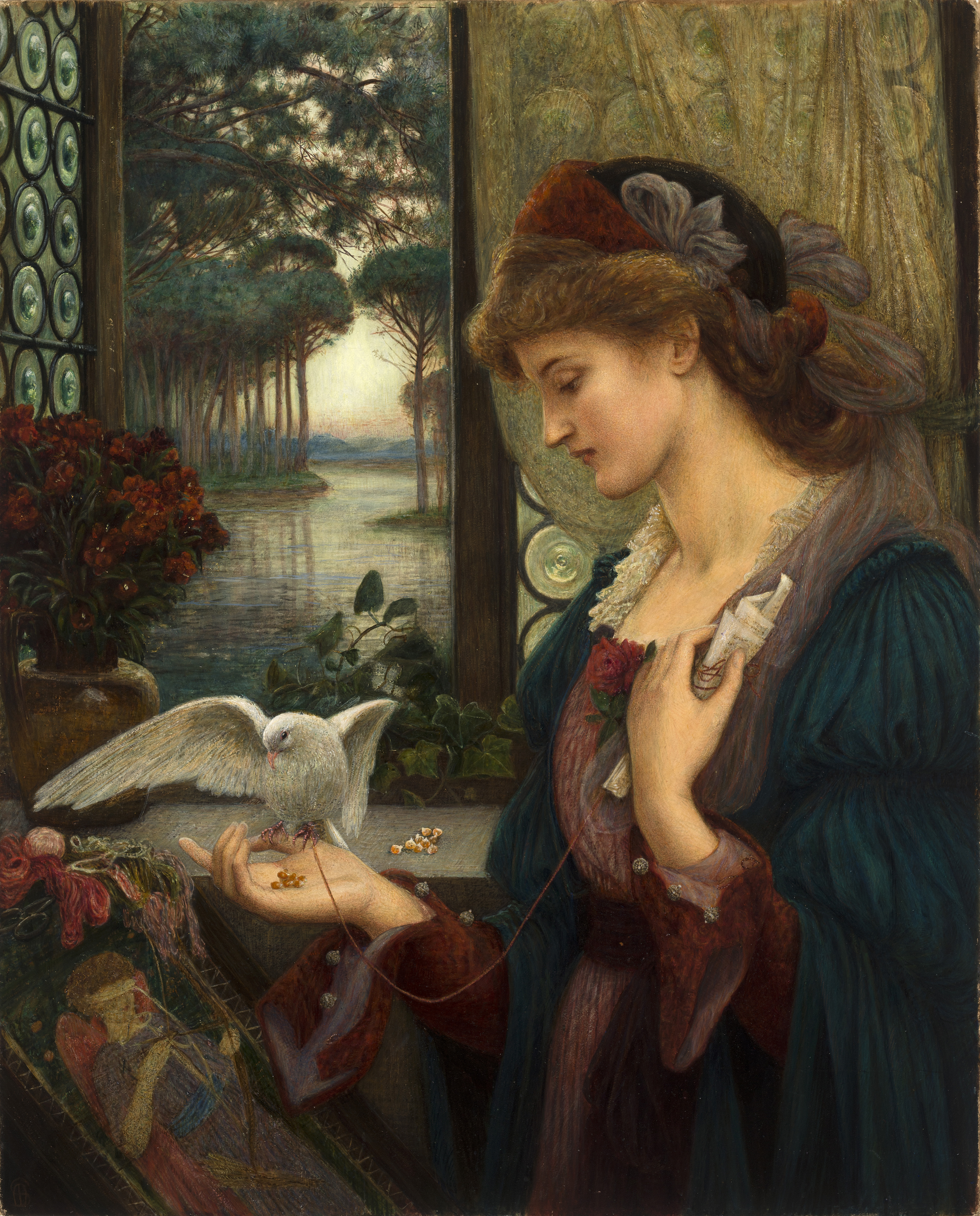
Posłaniec miłości. Obraz Marie Spartali Stillman

Love’s Messenger (ang. Posłaniec miłości) – akwarela Marii Spartali Stillman (1844-1927) przedstawiająca gołębia, który przyniósł list miłosny. Obraz odzwierciedla wpływy wczesnych Prerafaelitów oraz włoskie malarstwo Renesansu.
Obraz wystawiany był przez artystkę w 1885 roku w Grosvenor Gallery w Londynie.
Obraz został zakupiony w 1901 roku przez Samuela Bancroft Jr. za 100 funtów. Początkowo prezentowany był w Ameryce w Filadelfii, później, w roku 1935 darowany Delaware Art Museum (wtedy Wilmington Society of the Fine Arts), gdzie obecnie się znajduje.
Obraz wystawiano również w Waszyngtonie (1977), Richmond (1982), i New Haven (1996).